# Tetramerorhinus
Tetramerorhinus és un gènere de litoptern extint de la família dels proterotèrids que visqué durant el Miocè. Se n'han trobat restes fòssils a l'Argentina.

## Taxonomia
- Tetramerorhinus cingulatum (Ameghino, 1891)
- Tetramerorhinus fleaglei (Kramarz & Bond, 2005)
- Tetramerorhinus lucarius
- Tetramerorhinus mixtum
- Tetramerorhinus prosistens (Ameghino, 1899)